# ريان ليندغرين
ريان ليندغرين (بالإنجليزية: Ryan Lindgren)‏ هو لاعب هوكي الجليد أمريكي، ولد في 11 فبراير 1998.

## وصلات خارجية
- ريان ليندغرين على موقع دوري الهوكي الوطني (الإنجليزية)
- ريان ليندغرين على موقع EliteProspects.com (الإنجليزية)
- ريان ليندغرين على موقع HockeyDB.com (الإنجليزية)
- ريان ليندغرين على موقع Hockey-Reference.com (الإنجليزية)